# Twice
Twice este o formație de fete din Coreea de Sud asamblată de JYP Entertainment prin emisiunea Sixteen din anul 2015. Grupul este compus din nouă membre: Nayeon, Jeongyeon, Momo, Sana, Jihyo, Mina, Dahyun, Chaeyoung și Tzuyu și a debutat pe 20 octombrie 2015, cu EP-ul The Story Begins.
Grupul a devenit celebru de două ori în 2016, cu single-ul lor „Cheer Up”: piesa a fost ajuns pe locul 1 pe Gaon Digital Chart și a devenit cel mai performant single al anului. A câștigat și "Muzica anului" la două premii importante de muzică — Melon Music Awards și Mnet Asia Music Awards. Singurul lor single, "TT", de pe cel de-al treilea EP Twicecoaster: Lane 1, a stat pe primul loc patru săptămâni consecutive. EP-ul a fost cel mai vândut album de fete K-pop din 2016, cu 350.852 de exemplare vândute până la sfârșitul anului. În termen de 19 luni de la debut, Twice a vândut peste 1.2 milioane de unități din cele 4 EP-uri și albumul special.
Grupul a debutat oficial în Japonia pe 28 iunie 2017, sub labelul Warner Music Japan, cu lansarea primului său album compilație intitulat #Twice. Albumul a debutat pe locul 2 pe Oricon Albums Chart, și s-a vândut în 136.157 de exemplare în șapte zile, cele mai mari vânzări de albume din prima săptămână a trupei K-pop din Japonia în doi ani. A fost urmată de lansarea în Japonia a primului single japonez maxi dublu intitulat „One More Time”. Cu vânzări de peste 250.000 de unități, Twice a devenit primul grup coreean care a dobândit certificarea platină de către Asociația Industriei de înregistrare din Japonia (RIAJ) atât pentru albumul cât și pentru CD-ul single în același an. De două ori pe locul al treilea pe categoria Top Artist a clasamentului Billboard din Japonia în anul 2017.

## Istorie

### 2013-2015: Formarea prin 16 și debutul cu The Story Begins
Pe 19 decembrie 2013, JYP Entertainment (JYPE) a anunțat că va debuta un nou grup de fete în prima jumătate a anului 2014, primul grup feminin care urma să fie produs de companie de la debutul lui Miss A în 2010. În anul următor, pe 27 februarie, cursantele JYPE, Lena și Cecilia, au fost confirmate ca membre ale grupului, numit în mod experimental 6 Mix, în timp ce se zvonea că urmau să mai facă parte și alte fete ce participau la cursurile JYPE: Nayeon, Jeongyeon, Jisoo (mai târziu Jihyo) și Minyoung.
La 11 februarie 2015, Park Jin-young a anunțat că viitorul grup de fete al lui JYPE, care urma să aibă șapte membre, va fi decis în 16, un reality show-concurs, care urma să fie difuzat pe Mnet mai târziu în acel an. Emisiunea a început pe 5 Mai și s-a încheiat cu Nayeon, Jeongyeon, Sana, Jihyo, Mina, Dahyun și Chaeyoung ca cele șapte membre ale lui Twice. Park a anunțat apoi că va crește dimensiunea grupului de la șapte la nouă prin adăugarea lui Tzuyu, care a fost "alegerea publicului" de când a fost cea mai populară concurentă la șfarșitul emisiunii, și a lui Momo, adăugată de Park deoarece a simțit că grupul are nevoie de cineva cu aptitudinile ei interpretative. Decizia a fost controversată la acea dată, multe persoane deplângând eliminarea unor concurente capabile să se alăture grupului.
La 7 octombrie 2015, JYPE a lansat site-ul oficial al trupei și a anunțat prin SNS că grupul va debuta cu piesa "The Story Begins" și piesa "Like Ooh Ahh". Piesa a fost descrisă ca o pistă de dans "color pop" cu elemente de hip-hop, rock și R&B. Din echipa de compoziție au făcut parte și Black Eyed Pilseung, cunoscuți pentru compoziția unor cântece de succes, cum ar fi "Only You" de Miss A. Albumul și videoclipul muzical al cântecului au fost lansate pe 20 octombrie. Grupul a ținut un recital live în aceeași zi, unde au interpretat toate piesele de pe EP. Videoclipul a atins 50 de milioane de vizionări pe YouTube în decurs de cinci luni de la debutul lor și a devenit unul dintre cele mai vizionate videoclipuri muzicale de debut pentru orice grup K-pop. Pe 27 decembrie, formația a realizat o versiune remixată a single-ului "Like Ooh Ahh" la SBS Gayo Daejeon, prima participare a lui Twice la o emisiune muzicală de sfârșit de an.

## Membrii
- Nayeon (Hangul:나연), născută Im Na Yeon, pe 22 Septembrie 1995, este Lead Vocalist (Lider vocalistă), Lead Dancer (Lider de dans) și Center (Centru);
- Jeongyeon (Hangul: 장연), născută (dar și-a legalizat numele în Yoo Jeong Yeon), pe 1 noiembrie 1996, este Lead Vocalist (Lider vocalistă);
- Momo (Hangul: 모모), născută Hirai Momo, pe 9 noiembrie 1996, este Main Dancer (Dansatoarea principală), Vocalistă și Rapperiță;
- Sana (Hangul: 사나), născută Minatozaki Sana, pe 29 decembrie 1996, ea este Vocalistă;
- Jihyo (Hangul: 지효), născută (dar și-a legalizat numele în Park Ji Hyo), pe 1 februarie 1997, este Leader (Lider) și Main Vocalist (Vocalistă principală);
- Mina (Hangul: 미나), născută Myoui Mina, pe 24 martie 1997, este Main Dancer (Dansatoare principală) și Vocalistă;
- Dahyun (Hangul: 다현), născută Kim Da Hyun, pe 28 mai 1998, este Lead Rapper (Lider rapperiță) și Vocalist (Vocalistă);
- Chaeyoung (Hangul: 채영), născută Son Chae Young, pe 23 aprilie 1999, este Main Rapper (Rapperiță principală) și Vocalistă;
- Tzuyu (Hangul: 쯔위), născută Chou Tzuyu, pe 14 iunie 1999, este Lead Dancer (Lider de dans), Vocalistă, Visual și Maknae (cel mai mic membru în vârstă).

## Discografie

#### Albume de Studio
- Twicetagram (2017)
- BDZ (2018)

#### Albume Reeditate
- Merry & Happy (2017)

#### Discuri EP
- The Story Begins (2015)
- Page Two (2016)
- TWICEcoaster: Lane1 (2016)
- TWICEcoaster: Lane 2 (2017)
- What Is Love? (2018)
- Fancy You (2019)
- Feel Special (2019)
- More&More (2020)
- Eyes Wide Open (2020)
- Taste of Love (2021)
- Formula of Love: O+T=<3 (2021)
- Between 1&2 (2022)
- Ready To Be (2023)

## Filmografie
- Twiceland (2018)

## Legături externe
- Site web oficial
- Japanese website